# Skokholm
Skokholm (galés: Ynys Sgoc-holm) es una isla deshabitada a 4 kilómetros frene a la costa suroeste de Pembrokeshire en Gales, queda al sur de la vecina isla de Skomer. Es un Site of Special Scientific Interest y parte del Parque Nacional de la costa de Pembrokeshire.
Tiene una superficie de un kilómetro cuadrado y se le conoce por sus acantilados de vieja arenisca roja, hogar de muchas aves marinas. Skokholm es el lugar de la tercera colonia por tamaño de pardela pichoneta, y un gran porcentaje de la población de Europa de hidrobátidos, así como cuatro mil quinientos frailecillos y dos mil araos y alcas. Los barcos parten desde Skokholm hasta Martin's Haven en la tierra principal. Sin embargo, Skokholm sólo puede visitarse con cita previa con el Wildlife Trust of South and West Wales. Los visitantespueden contratar quedarde en la isla en un alojamiento básico. Toda la isla es una reserva natural y está cerca del vecino Skomer. Las aguas que la rodean son una reserva marina.
Esta isla la hizo famosa Ronald Lockley, un ornitólogo, especialmente famoso por su trabajo sobre frailecillos y pardelas, quien escribió muchos libros describiendo la isla, donde vivió y realizó investigaciones durante muchos años. Estableció el primer observatorio de aves aquí en 1933. Además del impresionante número de aves marinas que crían aquí, es un buen lugar en el Reino Unido para aves migratorias; a lo largo de los años se han encontrado muchas rarezas en este lugar.